# Budynek Poczty Polskiej w Lwówku Śląskim
Budynek Poczty Polskiej w Lwówku Śląskim (niem. Kaiserliches Postamt) – budynek biurowy w Lwówku Śląskim, w którym znajduje się Urząd Pocztowy nr 1 w Lwówku Śląskim.
Zabytek ujęto w ewidencji Narodowego Instytutu Dziedzictwa. Budynek powstał w czasach modernizacji pruskiej poczty cesarskiej. Obiekt znajduje się w Lwówku Śląskim przy ulicy Daszyńskiego 1 (Poststrasse). Nawiązujący do renesansu obiekt wzniesiono w 1889 r. Jego elewację wykonano z cegły licówki uzupełnionej kamiennymi elementami. U szczytu fasady frontowej i nad oknami umieszczono sztukatorskie reliefy nawiązujące do symboli pocztowych (m.in.: gołąb pocztowy, trąbka pocztowa). Główne wejście, znajdujące się z lewej strony ujęto w ozdobny portal. Piętrowy budynek zwieńczono mansardowym dachem.